# Jeremiah N. Reynolds
Pour les articles homonymes, voir Reynolds.
Jeremiah N. Reynolds, connu comme J. N. Reynolds, né en 1799 et mort en 1858, est un essayiste, explorateur et  conférencier américain, surtout connu pour avoir publié en 1839 Mocha Dick, ou la baleine blanche du Pacifique qui pourrait avoir inspiré Moby-Dick d'Herman Melville.

## Biographie
Issu d'une famille modeste, il étudie à l'Université de l'Ohio.
Fondateur en 1820 du journal Spectator qu'il abandonne en 1823, il se passionne dès 1824 aux théories de la Terre-Creuse de John Cleeves Symmes et effectue avec lui de nombreuses tournées de conférences.
En 1829, il parvient à organiser une expédition en Antarctique malgré l'opposition du Congrès américain. Après avoir atteint les glaces, celle-ci doit rebrousser chemin et revient à Valparaiso où l'équipage se mutine et y abandonne Reynolds et le Docteur Watson, un des commanditaires. Le Potomac les y récupère en 1832. Reynolds devient alors le secrétaire de son capitaine, Downes.
De retour à New York, il devient ensuite avocat et homme d'affaires.

## Récit
- Exploring Expedition, publié en 2009 par l'University of Michigan Library